# Alfonso XIII (couraçado)
O Alfonso XIII foi um couraçado operado pela Armada Espanhola e a segunda embarcação da Classe España, depois do España e seguido pelo Jaime I. Sua construção começou em fevereiro de 1910 na Sociedad Española de Construcción Naval e foi lançado ao mar em maio de 1913, sendo comissionado em agosto de 1915. Era armado com uma bateria principal composta por oito canhões de 305 milímetros montados em quatro torres de artilharia duplas, tinha um deslocamento de mais de dezesseis mil toneladas e alcançava uma velocidade máxima de dezenove nós.
Os primeiros anos de serviço do Alfonso XIII foram tranquilos e envolveram uma rotina de exercícios de treinamento, mas foi usado algumas vezes para auxiliar embarcações civis em perigo e sua tripulação empregada para subjugar agitações públicas. Participou na década de 1920 da Guerra do Rife no Marrocos. A Segunda República Espanhola foi instaurada em 1931 e o navio foi renomeado para España, porém foi colocado na reserva como uma medida para reduzir gastos. Planos para modernizá-lo foram elaborados, mas nunca realizados devido ao início da Guerra Civil Espanhola.
Sua tripulação matou seus oficias no início do conflito e tentou resistir aos nacionalistas, mas acabaram se rendendo. O España se tornou o principal elemento da frota rebelde e foi usado para bloquear o litoral norte do país, fazendo patrulhas e frequentemente parando cargueiros que tentavam entrar em portos controlados pelos republicanos. O couraçado bateu em uma mina naval colocada pelos próprios nacionalistas durante uma dessas operações em 30 de abril de 1937 e afundou, com apenas quatro tripulantes morrendo. Seus destroços foram encontrados e examinados em 1984.

## Características

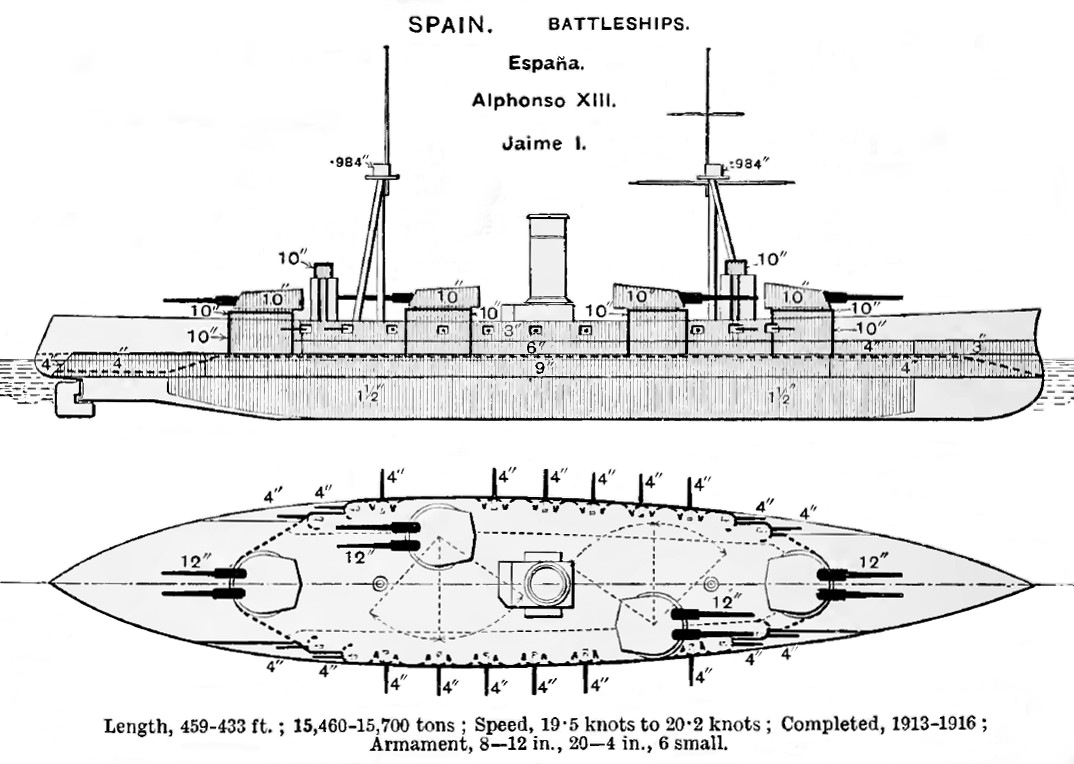
Desenho da Classe España

Boa parte da frota espanhola foi destruída em 1898 na Guerra Hispano-Americana, com uma série de tentativas fracassadas de reconstrução ocorrendo nos ano seguintes. Os governos de Espanha, França e Reino Unido entraram em um plano de defesa mútua após 1906. Desta forma, uma frota espanhola forte era de interesse francês e britânico, que assim deram assistência no desenvolvimento de navios modernos. As embarcações que se tornariam a Classe España foram autorizadas em 1908 depois do comando naval espanhol ter descartado planos para pré-dreadnoughts.
O Alfonso XIII tinha 132,6 de comprimento da linha de flutuação e 140,2 metros de comprimento de fora a fora, boca de 24 metros, calado de 7,9 metros e borda livre de 4,6 metros à meia-nau. Seu deslocamento normal era de 15,7 mil toneladas e o deslocamento carregado de 16 450 toneladas. Seu sistema de propulsão era composto por doze caldeiras Yarrow que alimentavam quatro turbinas a vapor Parsons, cada uma girando uma hélice. Os motores tinham uma potência indicada de 15,8 mil cavalos-vapor (11,6 mil quilowatts) para uma velocidade máxima de 19,5 nós (36,1 quilômetros por hora). Sua autonomia era de cinco mil milhas náuticas (9,3 mil quilômetros) a uma velocidade de dez nós (dezenove quilômetros por hora). Sua tripulação era de 854 oficiais e marinheiros.
O armamento principal consistia em oito canhões Vickers Marco H. calibre 50 de 305 milímetros montados em quatro torres de artilharia duplas, uma à vante e outra à ré da superestrutura e as outras duas en echelon à meia-nau. Este arranjo foi escolhido em detrimento de torres sobrepostas para economizar peso e dinheiro. A bateria secundária tinha vinte canhões calibre 50 de 102 milímetros montados em casamatas individuais pelo comprimento do casco. Elas ficavam muito próximas da linha de flutuação, deixando-as inutilizáveis em mares bravios. Também era armado com quatro canhões de 47 milímetros e duas metralhadoras. Seu cinturão principal de blindagem tinha 203 milímetros de espessura à meia-nau, mesma espessura das torres de artilharia. O convés tinha 38 milímetros, enquanto as laterais da torre de comando tinham 254 milímetros.

## História

### Início de carreira

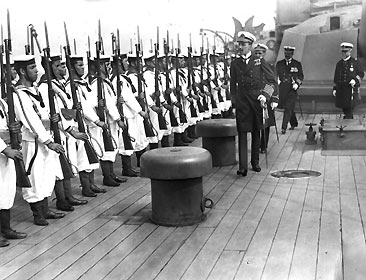
O rei Afonso XIII inspecionando a tripulação do navio em agosto de 1915

O batimento de quilha do Alfonso XIII ocorreu em 23 de fevereiro de 1910 nos estaleiros da Sociedad Española de Construcción Naval em Ferrol, com seu casco completo sendo lançado ao mar em 7 de maio de 1913. A equipagem foi atrasada pelo início da Primeira Guerra Mundial em julho de 1914, pois boa parte de seus equipamentos, incluindo seus canhões e sistemas de controle de disparo, seriam importados do Reino Unido de fabricantes que agora estavam ocupados com o esforço de guerra britânico. O Alfonso XIII foi finalizado em 16 de agosto de 1915, porém com um sistema de controle de disparo improvisado adquirido de países neutros. A Itália declarou sua neutralidade no início do conflito, sendo seguida pela Espanha, pois sua participação em arranjos pré-guerra com Reino Unido e França tinha sido predicada na necessidade de reforçar a Marinha Nacional Francesa contra uma combinação da Marinha Austro-Húngara e Marinha Real Italiana. O Alfonso XIII navegou para Santander com seu irmão España ao entrar em serviço, onde encontrou com seu homônimo, o rei Afonso XIII, a bordo do iate Giralda. Os dois couraçados então participaram de exercícios de treinamento próximos da Galicia. A tripulação do Alfonso XIII ganhou a loteria de natal espanhola no final daquele ano.
A rotina da frota espanhola durante o período incluía exercícios de treinamento, frequentemente realizados próximos da Galicia, e revistas de frota em Santander durante as férias anuais de verão do rei no local. O ano de 1916 transcorreu sem incidentes até setembro, quando o Alfonso XIII juntou-se na busca ao contratorpedeiro Terror, que tinha encontrado tempestades no Golfo de Biscaia e danificado. O couraçado ajudou o rebocador Antelo em abril de 1917 depois deste ter encalhado próximo do Cabo Prior. O rebocador estava levando um carregamento de minas navais, que o Alfonso XIII embarcou para aliviar o peso do Antelo a fim deste ser libertado. Grupos socialistas e anarquistas dentro da Espanha estavam nessa época fazendo uma campanha por uma greve geral e revolução contra a monarquia, fazendo o governador militar de Bilbau pedir em agosto a presença do couraçado com o objetivo de restaurar a ordem. Uma equipe de desembarque do navio foi enviada para proteger uma ferrovia e várias minas. Um tripulante morreu e vários outros ficaram feridos em um confronto contra os revolucionários, com 22 rebeldes sendo presos e detidos a bordo. O navio novamente ajudou a subjugar grevistas no início de 1919 quando viajou para Barcelona para o comissionamento do submarino Narcíso Monturiol, chegando no meio da Greve da La Canadiense. O Alfonso XIII novamente enviou uma equipe de desembarque para proteger a companhia Barcelona Traction durante a greve que durou 44 dias.
A Armada Espanhola iniciou em 1920 uma série de cruzeiros internacionais que parcialmente tinham o objetivo de demonstrar seu poderio crescente. O Alfonso XIII foi enviado em uma viagem pelo Mar do Caribe e Estados Unidos, deixando Ferrol para Havana em Cuba, no caminho parando nas Ilhas Canárias em 22 de junho. Chegou em Havana em 9 de julho, encontrando uma recepção entusiástica completamente oposta à revolta cubana contra o domínio espanhol na década de 1890. O navio em seguida foi para Porto Rico, outra ex-colônia espanhola, onde também foi recepcionado de forma calorosa. Então visitou Annapolis nos Estados Unidos; o cruzador desprotegido USS Reina Mercedes, um antigo cruzador espanhol capturado durante a Guerra Hispano-Americana e comissionado na Marinha dos Estados Unidos, hasteou a Bandeira da Espanha em homenagem à visita. O Alfonso XIII terminou sua viagem com uma parada em Nova Iorque em meados de outubro, em seguida atravessando o Oceano Atlântico e chegando de volta na Espanha em novembro. Visitou Lisboa em Portugal em abril de 1921 para participar das cerimônias homenageando os soldados portugueses mortos na Primeira Guerra Mundial.

### Guerra do Rife
O Alfonso XIII deu suporte de artilharia para o Exército de Terra Espanhol em suas campanhas no Marrocos durante a Guerra do Rife. O couraçado estava operando no litoral norte da Espanha quando o conflito começou em 21 de julho de 1921. Embarcou um carregamento completo de carvão no dia 22 e imediatamente partiu para dar suporte de artilharia para as forças espanholas no Marrocos. Chegou em Melilha em 10 de agosto e começou a bombardear posições rebeldes no dia seguinte. Uma equipe de desembarque foi enviada para reforçar os soldados na área. O Alfonso XIII e o España bombardearam posições rifenhas ao sul de Melilha em 17 de setembro enquanto tropas da Legião Espanhola atacavam por terra. O navio continuou a operar no litoral marroquino no decorrer de 1922, chegando a bombardear baterias de artilharia rifenhas que estavam sendo usadas para atacar navios mercantes. Estas baterias acertaram o couraçado várias vezes, mas ele não foi danificado seriamente e sua tripulação não sofreu baixas.
Participou em agosto de 1923 da primeira operação combinada na história militar espanhola que incluiu aeronaves, navios e tropas terrestres. A frota foi usada para dar apoio para um ataque anfíbio ao oeste de Melilha. O España encalhou no Cabo das Três Forcas em 23 de agosto. O Alfonso XIII embarcou tripulação, munição e outros suprimentos a fim de deixar seu irmão mais leve para que pudesse ser libertado. Os trabalhos para reflutuar o España continuaram pelo ano seguinte, mas terminaram em fracasso quando uma tempestade destruiu o navio em novembro de 1914. Tensões sobre os domínios coloniais europeus na África, atiçadas especialmente pelo ditador italiano Benito Mussolini sobre a suposta falta de recompensas pela participação da Itália na Primeira Guerra Mundial, levou a uma reaproximação ítalo-espanhola em 1923. A Espanha nesta época era governada pelo ditador Miguel Primo de Rivera, que no final do ano enviou à Itália uma frota composta pelo Alfonso XIII, seu irmão Jaime I, o cruzador rápido Reina Victoria Eugenia, dois contratorpedeiros e quatro submarinos. Deixaram Valência em 16 de novembro e passaram por La Spezia e Nápoles, retornando para Barcelona no dia 30.
Os rebeldes rifenhos ampliaram a guerra até 1925 ao cercarem e tomarem várias posições francesas no vizinho Marrocos Francês. Espanha e França planejaram para o início de setembro um grande desembarque em Alhucemas com uma força de treze mil soldados, onze tanques e 160 aeronaves para atacar o principal território rebelde. A Armada Espanhola contribuiu com o Alfonso XIII, Jaime I, quatro cruzadores, o porta-hidroaviões Dédalo e várias outras embarcações menores, com o Alfonso XIII servindo de capitânia. A Marinha Nacional Francesa contribuiu com o couraçado Paris, dois cruzadores e várias outras embarcações. As duas frotas proporcionaram suporte de artilharia quando as forças terrestres desembarcaram em 8 de setembro. O ataque anfíbio foi um sucesso, mas a guerra continuou por mais dois anos até os últimos rebeldes se renderem em 1927.

### Descomissionamento

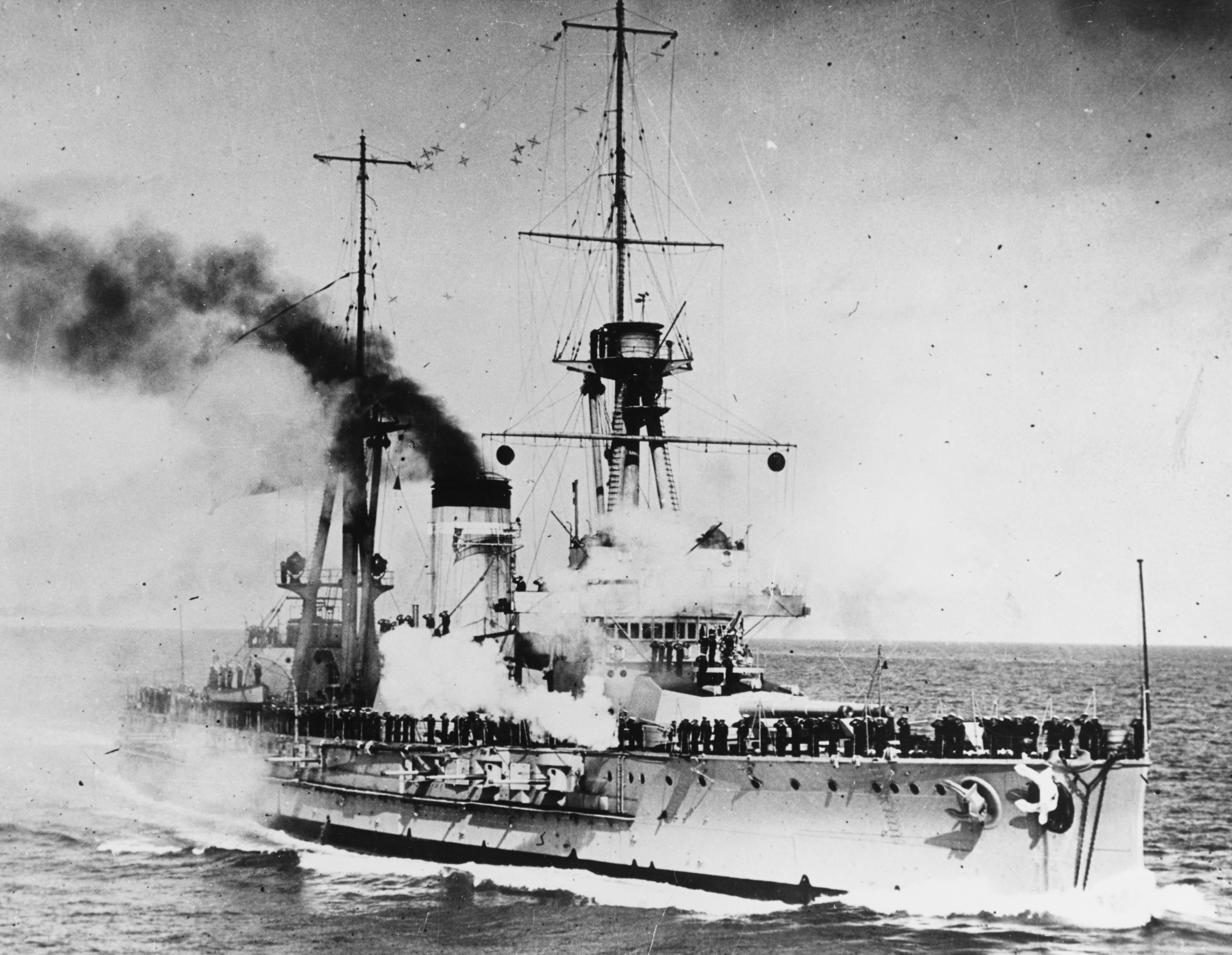
O España c. 1932

O Alfonso XIII finalizou sua rotina anual de treinamentos em 1927 e embarcou em setembro seu homônimo junto com a rainha Vitória Eugênia para um cruzeiro pelo litoral da Galicia. Os dois voltaram ao navio logo no mês seguinte para visitarem Ceuta e Melilha no Norte da África, onde as revoltas contra o domínio espanhol tinham sido recentemente subjugadas. O couraçado foi escoltado nesta viagem pelo Reina Victoria Eugenia, o cruzador rápido Mendez Nunez e o contratorpedeiro Bustamante. O Alfonso XIII participou em maio de 1929 de uma revista naval junto com navios britânicos, franceses, italianos e portugueses em celebração da Exposição Internacional de Barcelona. Nesta altura os efeitos da Grande Depressão tinham criado uma significativa oposição ao governo de Primo de Rivera, levando à sua renúncia em 28 de janeiro de 1930, enquanto abril do ano seguinte Afonso XIII fugiu para o exílio. A Segunda República Espanhola foi proclamada em 14 de abril, com o novo governo renomeado o Alfonso XIII três dias depois para España.
O novo governo começou imediatamente uma série de medidas de redução de gastos com o objetivo de equilibrar os déficits que tinham sido adquiridos na Guerra do Rife, consequentemente o España e Jaime I foram colocados na reserva em 15 de junho. O primeiro foi descomissionado em 15 de novembro e permaneceu fora de serviço pelos cinco anos seguintes, período durante o qual sua bateria secundária e antiaérea foi removida para uso em terra. A reaproximação entre Espanha e Itália ruiu no início da década de 1930 por Afonso XIII ter escolhido Roma como sua residência no exílio e pela preferência do governo espanhol pela França republicana em detrimento da Itália facista. Planos para modernizar os dois couraçados da Classe España tinham começado a ser pensados na década de 1920, mas o risco cada vez maior de uma guerra contra a Itália em meados da década de 1930 criou pressão para que isto ocorresse logo. Uma proposta de 1934 sugeria reconstruir os navios para serem semelhantes aos cruzadores pesados alemães da Classe Deutschland com novas caldeiras a óleo combustível. Os cascos seriam alongados e as torres de artilharia rearranjadas para que ficassem todas na linha central. As baterias secundárias seria substituídas por canhões de duplo-propósito de 120 milímetros. Este plano não foi levado adiante, resultado da crise econômica causada pela Grande Depressão e instabilidade política.
Os planos aprovados para a modernização envolveriam a elevação das barbetas das duas torres de artilharia de meia-nau, melhorando seus arcos de disparo e permitindo que elas disparassem sobre a bateria secundária, que passaria a ser de doze canhões de duplo-propósito de 120 milímetros no convés superior em montagens abertas. A bateria antiaérea seria de dez canhões de 25 milímetros ou oito de 40 milímetros. Outras mudanças incluiriam um novo sistema de controle de disparo, aumento dos espaços de alojamento da tripulação e instalação de protuberâncias antitorpedo, dentre outros melhoramentos. Os trabalhos deveriam começar no início de 1937, com uma pequena reforma ocorrendo entre 1935 e 1936 em preparação. A primeira e quarta torres de artilharia do España foram restauradas a uma condição operacional, porém as duas de meia-nau não, enquanto as caldeiras receberam novas tubulações. O plano de modernização foi interrompido pelo golpe de estado de julho de 1936, que iniciou a Guerra Civil Espanhola.

### Guerra Civil Espanhola

Configuração do España em 1937

O España estava ancorado no porto de Ferrol sendo usado como alojamento flutuante quando o golpe de estado ocorreu em 17 de julho. O tenente-comandante Gabriel Rozas, o oficial comandante interino do couraçado, ordenou depois de um curto período de incerteza que uma equipe de desembarque fosse para terra, mas não explicou seus motivos, fazendo com que alguns tripulantes assassinassem Rozas e vários outros oficiais. Eles então desembarcaram para ajudar as forças republicanas que estavam tentando invadir o Arsenal de Ferrol, que era mantido por rebeldes leais aos nacionalistas. Os tripulantes foram repelidos pelos nacionalistas e voltaram para o couraçado. Alguns destacamentos do exército, incluindo algumas baterias costeiras ao redor do porto, se aliaram aos nacionalistas. O contratorpedeiro Velasco também deserdou para o lado nacionalista. Um duelo de artilharia entre as baterias costeiras e o Velasco contra o España e o cruzador rápido Almirante Cervera, cuja tripulação também tinha se aliado aos republicanos, terminou na destruição considerável do porto e danos sérios ao contratorpedeiro. As tripulações do España e Almirante Cervera negociaram dois dias depois um acordo com os nacionalistas, rendendo seus navios pacificamente ao mesmo tempo que os rebeldes assumiram o controle total do porto.
Os nacionalistas logo iniciaram trabalhos para preparar o España o mais rápido possível para operações ofensivas. Ele partiu em 12 de agosto, ainda sem suas torres de meia-nau funcionando e com apenas doze canhões de 102 milímetros. Sua tripulação era formada de voluntários e cadetes da Escola Naval Militar em Marim. Patrulhou o litoral da Cantábria e aplicou um bloqueio do litoral norte da Espanha junto com o Almirante Cervera e Velasco. O governo republicano designou os navios como piratas em 14 de agosto, com eles patrulhando até a fronteira com a França ao leste. O España no dia seguinte bombardeou posições republicanas em Gijón, que abrigava importantes instalações industriais. O couraçado e o Almirante Cervera em seguida bombardearam fortificações em Guipúscoa que bloqueavam o avanço de forças nacionalistas, disparando 102 projéteis de sua bateria principal no decorrer dos dias seguintes. Voltou para Ferrol em 20 de agosto, onde sua torre de artilharia de bombordo foi restaurada para uma condição operacional.

O fronte norte da Guerra Civil Espanhola entre março e setembro de 1937, mostrando Gijón, Santander, Bilbau e San Sebastián; Ferrol está mais ao oeste

O España fez uma surtida em 25 de agosto na companhia do Velasco com o objetivo de atacar o litoral republicano entre Santander e San Sebastián. Os dois capturaram o cargueiro republicano SS Kostan no dia 26 e mais tarde tomaram o pequeno barco pesqueiro Peñas, retornando para Ferrol em 1º de setembro. O couraçado pouco depois fez uma surtida para bombardear Gijón e retornou para Ferrol em 14 de setembro a fim de entrar em uma doca seca para manutenção. Os republicanos enviaram do Mar Mediterrâneo uma flotilha de cinco submarinos em resposta a esses ataques, porém um dos submarinos foi afundado no caminho pelos nacionalistas. Os republicanos também empregaram brevemente o Jaime I, dois cruzadores rápidos e seis contratorpedeiros para Gijón, chegando em 25 de setembro mas partindo logo em 13 de outubro sem enfrentarem o España ou qualquer outro elemento da frota nacionalista. O España ainda estava na doca seca durante esse período, mas ficou pronto para voltar ao serviço em meados de outubro. Capturou dois pesqueiros no dia 21, o Apagador e Musel, enquanto em 30 de outubro capturou o cargueiro SS Manu. Durante esta mesma manhã o submarino republicano C-5 lançou quatro torpedos contra o couraçado em dois ataques enquanto este fazia uma patrulha, mas todos os torpedos erraram o alvo. O navio tomou mais um cargueiro no dia seguinte, o SS Arrate-Mendi.
O España passou por reformas em novembro que incluíram a instalação de quatro canhões antiaéreos de 88 milímetros alemães e seus diretórios de controle de disparo correspondentes, mais dois canhões de 20 milímetros. Voltou para o serviço em dezembro e realizou mais ataques contra o litoral republicano. Atacou El Musel em dezembro, onde o contratorpedeiro José Luis Díez e outras embarcações estavam ancoradas. Realizou este ataque na companhia do Velasco e dos cruzadores auxiliares Dómine e Ciudad de Valencia, porém não conseguiram afundar navio republicano algum. O couraçado bombardeou o farol de Cabo Mayor, próximo de Santander, em 30 de dezembro. Bombardeiros republicanos atacaram Ferrol no início de janeiro de 1937, mas infligiram poucos danos. Os republicanos ao mesmo tempo criaram campos minados defensivos próximos de Gijón e Santander. O España capturou o cargueiro norueguês SS Carrier em 22 de janeiro, enquanto três dias depois capturou o Alejandro. O couraçado realizou em fevereiro mais um bombardeio de Bilbau junto do Velasco. Capturou em 13 de fevereiro o cargueiro republicano SS Mar Báltico com um carregamento de minério de ferro.
Voltou para Ferrol e novamente entrou em uma doca seca para passar por manutenção, que durou até 3 de março. Cinco dias depois partiu em outra patrulha pelo litoral norte, parando o cargueiro SS Achuri. Encontrou em José Luiz Díez enquanto fazia mais uma patrulha no dia 30, mas nenhum dos lados partiu para o ataque. No dia seguinte capturou o navio mercante SS  Nuestra Señora del Carmen, com um grupo de aeronaves republicanas atacando o España durante esta captura, mas não infligiram danos. Também ficou sob fogo de artilharias costeiras no mesmo dia, mas novamente escapou ileso. O couraçado voltou para El Musel em 13 de abril e outra tentativa fracassada de afundar o  José Luiz Díez. Encontrou várias vezes durante suas patrulhas entre março e abril unidades da Marinha Real Britânica que tinham sido enviadas com o objetivo de garantir que navios britânicos passassem em segurança pelo bloqueio nacionalista. Dois incidentes ocorreram em 30 de abril; primeiro, enquanto caçavam navios próximos de Santander, o España e Velasco encontraram o navio britânico SS Consett, que fugiu depois de ser alvejado pelo couraçado, recebendo ajuda do contratorpedeiro HMS Forester.
Mais tarde na mesma manhã, por volta das 7h00min, as embarcações nacionalistas avistaram o cargueiro britânico SS Knistley. O Velasco disparou tiros de aviso para forçar o navio a alterar seu curso, porém o España acidentalmente acabou entrando em um campo minado criado por lança-minas nacionalistas enquanto virava para dar apoio ao Velasco. O couraçado bateu em uma mina às 7h15min, que detonou ao lado da sala de máquinas e sala de caldeiras de bombordo, abrindo um enorme buraco no casco e causando inundações sérias. O España adquiriu um adernamento para bombordo, mas permaneceu flutuando por algum tempo, o que permitiu que o Velasco se aproximasse e evacuasse a maior parte da tripulação, exceto três homens mortos pela explosão da mina. Um quarto tripulante morreu a bordo do contratorpedeiro por seus ferimentos. Aeronaves republicanas lançaram três ataques aéreos durante a evacuação, mas os artilheiros antiaéreos dos dois navios conseguiram afastá-los. Toda a tripulação já tinha evacuado até às 8h30min. Seu adernamento estava aumentando e os conveses submergindo quando o Velasco partiu. O España emborcou e afundou pouco depois.

## Destroços
Mergulhadores do navio de resgate Poseidon da Armada Espanhola localizaram os destroços do España em maio de 1984 de ponta-cabeça a uma profundidade de sessenta metros, com o buraco causado pela mina visível. Relatos oficiais nacionalistas contemporâneos afirmaram que o naufrágio fora resultado de uma mina republicana que se soltou de suas amarras, mas uma inspeção dos destroços provou que fora uma mina nacionalista, fazendo do España uma das maiores baixas autoinfligidas da história naval. Várias propostas para reflutuar os destroços para que fosse desmontado foram feitas desde então, mas o custo elevado de tal empreitada impediu que isso fosse realizado.